# Elisabethenschule (Frankfurt am Main)

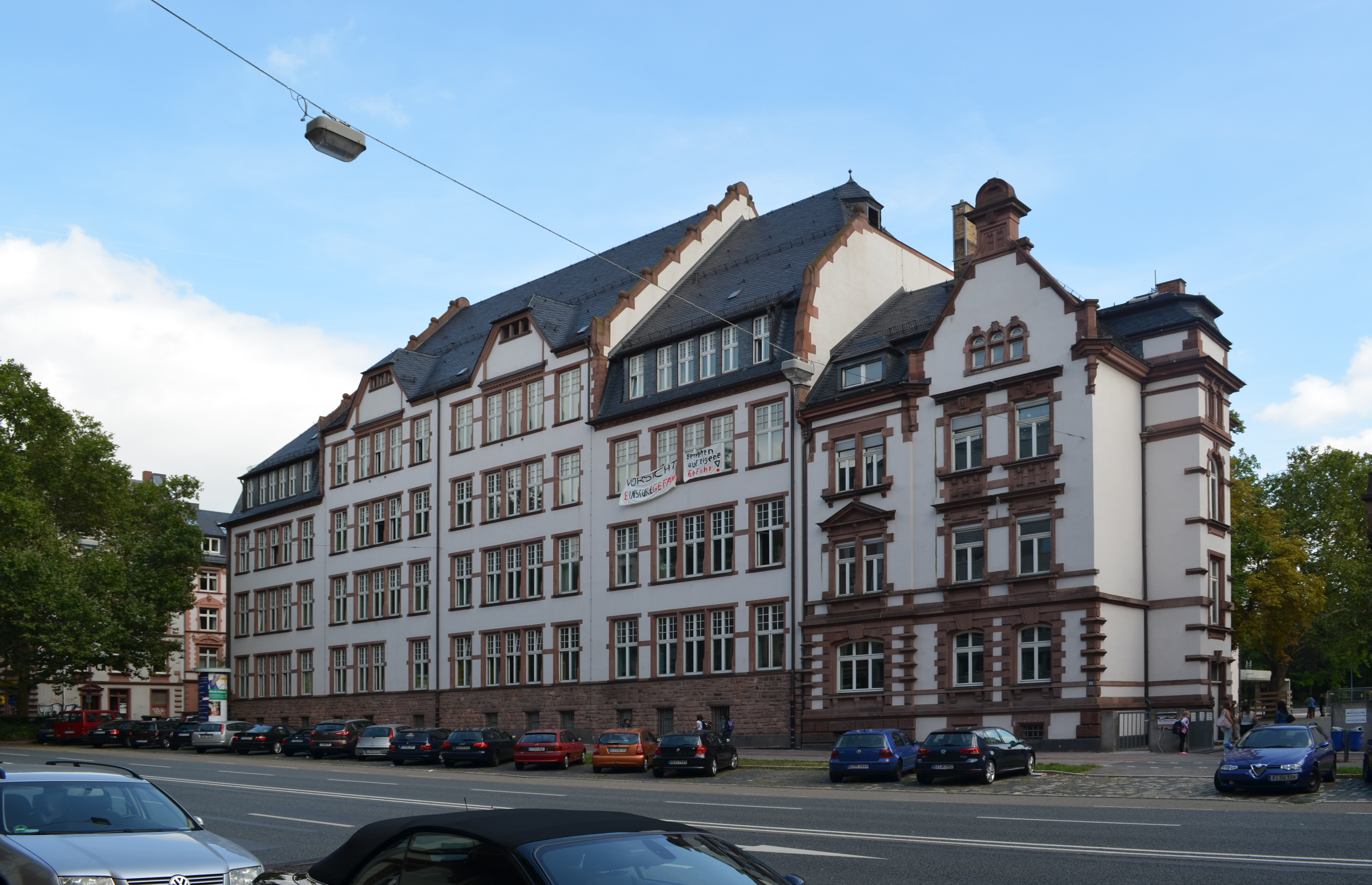
Elisabethenschule von der Eschersheimer Landstraße aus

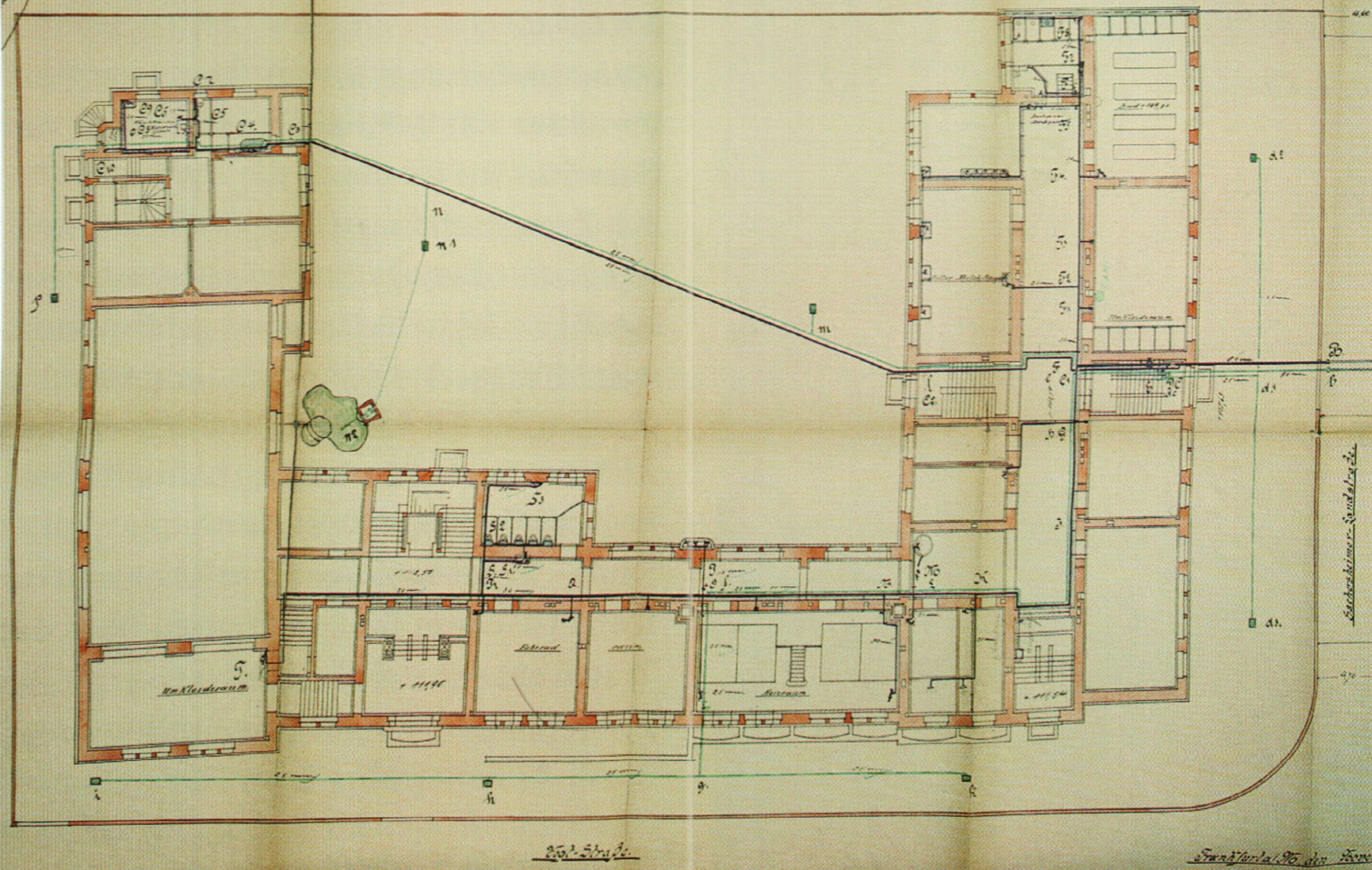
Bauplan der Elisabethenschule

Die Elisabethenschule ist ein Gymnasium in Frankfurt am Main, Stadtteil Nordend. Die Schüleranzahl beträgt etwa 1050. Benannt wurde die Schule nach Catharina Elisabeth Goethe (1731–1808), der Mutter von Johann Wolfgang von Goethe (1749–1832).

## Geschichte
Die Elisabethenschule wurde im Jahr 1876 als Höhere Mädchenschule gegründet und ging aus der Mädchenabteilung einer älteren Frankfurter Schule, der seit 1803 bestehenden Musterschule, hervor. Sie war gleichzeitig ein Lehrerinnenseminar zur Ausbildung von Lehrerinnen für Höhere Mädchenschulen.
Bis Anfang des 20. Jahrhunderts befand sich die Elisabethenschule noch in der Innenstadt im Gebäude Goethestraße 7 (heutige Börsenstraße) seitlich von der Börse. 1908 bezog sie ihr jetziges Gebäude an der Vogtstraße im Nordend, einen nach Entwürfen von Magistratsbaurat Rudolf Reinicke entstandenen Jugendstilbau. Im alten Gebäude verblieben die Lyzealklassen. 1923 – noch im Vorfeld der Reform der Lehrerausbildung in Preußen – wurde das Lehrerinnenseminar geschlossen, und die Schule konnte den alten Standort endgültig aufgeben.
Mit der Machtergreifung der Nationalsozialisten 1933 wurde auch die Elisabethenschule gleichgeschaltet. Der Schulleiter Arnold Sander wurde (wie 10 der 15 Schulleiter der anderen höheren Schulen der Stadt) von den neuen Machthabern als politisch links stehend bewertet und aus dem Amt entfernt. Neben ihm wurden auch die Lehrer Erich Schwarze und Betty Schloss-Weill als politisch unzuverlässig eingestuft.
Das Gebäude wurde 1942 in ein Lazarett umgewandelt. Der Schulbetrieb wurde in benachbarten Schulgebäuden weitergeführt. Im Zweiten Weltkrieg wurde das Gebäude durch bei den Luftangriffen auf Frankfurt am Main beschädigt; im Vergleich zu anderen Schulen waren die Schäden jedoch gering. Die US-Besatzungsmacht beschlagnahmte das Gebäude 1945. Im Gebäude wurde eine neu gegründete deutsch-amerikanische Schule untergebracht. Die  Schülerinnen der Elisabethenschule mussten in das Gebäude der Herderschule ausweichen. 1953 wurde das Gebäude der Herderschule saniert und die Elisabethenschüllerinnen wurden in das Lessinggymnasium verlegt. Nach vielen Beschwerden wurde 1954 ein Teil des Schulgebäudes wieder durch die Elisabethenschule genutzt. Während die amerikanische Gemeinschaftsschule die unteren zwei Geschosse nutzte, zogen 12 Klassen mit 450 Schülerinnen der Elisabethenschule in die oberen Etagen.
Die damalige Schulleiterin, Katharina Weber, hat schon 1952 das Tagebuch der Anne Frank in die Schulbibliothek der Elisabethenschule aufgenommen. Ein Schriftwechsel und ein Treffen von Katharina Weber mit dem Vater von Anne Frank, Otto Frank, im Herbst 1951 hatten sie nach anfänglichen Zweifeln nach dem Studium des Tagebuches davon überzeugt, dass das Tagebuch die reife Beobachtungen seiner Tochter wiedergibt.
Erst 1954 konnte das Gebäude renoviert und der reguläre Schulbetrieb wieder aufgenommen werden. Es steht heute unter Denkmalschutz.
Seit 1972 nimmt die ehemalige Mädchenschule auch Jungen auf. Nach den Kommunalwahlen in Hessen 1977 begann der neue Magistrat unter Walter Wallmann (CDU) ein umfangreiches Programm der Sanierung und Erweiterung der Elisabethenschule. 1977 wurde ein 12-Millionen-DM-Programm zu Sanierung beschlossen, 1979 wurden 9,5 Millionen DM für einen Neubau und eine neue Turnhalle zur Verfügung gestellt. Das neue Schulgebäude wurde 1985 eröffnet. Der Neubau liegt an der Hansaallee jenseits der Eschersheimer Landstraße im Stadtteil Westend und steht heute für naturwissenschaftlichen und sportlichen Unterricht zur Verfügung.

## Gebäude

### Erstes Gebäude
Für die neu zu gründende Schule erbaute die Stadt 1875–1876 ein Zweckgebäude aus gelbem Sandstein am Börsenplatz. Die Entwürfe im Stil der Neorenaissance stammten vom Architekten Stadtbaurat Gustav Albert Behnke. Es war für 22 Klassen mit 1032 Mädchen konzipiert und kostete 470.000 Mark. Das Gebäude steht heute nicht mehr.

### Heutiges Gebäude
Im ehemaligen Liebieg’schen Park (Vogtstraße 35–37) wurde 1907–1909 nach Plänen des Architekten Magistratsbaurat Rudolf Reinicke ein neues Gebäude für das „Lehrerinnenseminar mit Lehr-Kindergarten und Übungsschule“ erbaut. Das Schulgebäude in Stilformen aus Neorenaissance und Jugendstil bildete eine L-förmige Ergänzung zu einer Dreiflügelanlage mit dem 10 Jahre zuvor erbauten Gebäude der Fürstenbergschule.
Der Haupttrakt im Westen an der Eschersheimer Landstraße ist symmetrisch konzipiert. An der Nordfassade zur Vogtstraße gliedert ein nach links versetzter Risalit mit verschachtelten Wellgiebeln und polygonalem Erker das Haus. Daneben finden sich am Nordflügel Jugendstilportale und Reliefs (z. B. Ähren- und Traubenlese) und die Bauinschrift A.D. 1907. Im Inneren sind stilvolle Treppenhäuser und Reste der bauzeitlichen Dekoration erhalten.
Der Osttrakt nimmt die giebelständige Turnhalle und das Direktorenwohnhaus auf. Das Gebäude steht unter Denkmalschutz.

## Persönlichkeiten

### Schulleiter
- Heinrich Weismann (1876–1881)
- Karl Rehhorn (1881–1900)
- Ernst Ludwig Keller (1900–1903)
- Ludwig Ehrichs (1903–1916)
- Ernst Traub (1917–1924)
- Arnold Sander (1924–1933)
- Alfred Bär (1933–1945)
- Katharina Weber (1945–1962)
- Ruth Rahmel (1962–1982)
- Erika Schürrer (1982–1996)
- Gabriele Lichtenheld (1996–2005)
- Heidrun Kaufmann-Walter (2005–2012)
- Stefan Neureiter (2012–heute)

### Lehrer
- Peter Dudek – Erziehungswissenschaftler, Lehrer (1973–1975)
- Otto Kamp – Lehrer, Schriftsteller und Dichter
- Nikolaus Katzer – Historiker, Lehrer für Geschichte und Russisch (1994–1996)
- Minna Lang – Physikerin
- Eduard Josef Müller – Zeichenlehrer
- Nathan Saretzki – Lehrer für jüdische Religion (1932–1935)
- Gabriele von Wartensleben – Klassische Philologin und Psychologin

### Schüler
- Meta Quarck-Hammerschlag (1864–1954), Sozialpolitikerin und Frauenrechtlerin
- Elisabeth Schmitt (1891–1974), Juristin
- Berta Jourdan (1892–1981), Politikerin (SPD), Frauenrechtlerin und Pädagogin
- Helena Klostermann (1918–2003), Schauspielerin, Autorin und Verlegerin
- Minka Pradelski  (* 1947), Schriftstellerin
- Karin Storch (* 1947), Fernsehjournalistin
- Ina Knobloch (* 1963), Biologin, Filmemacherin, Regisseurin, Produzentin und Autorin
- Julia Koschitz  (* 1974), Schauspielerin